# Cmentarz staroobrzędowców w Gabowych Grądach
Cmentarz staroobrzędowców w Gabowych Grądach – jedyny w Polsce czynny cmentarz staroobrzędowy. Na grobach znajdują się – zgodnie z zasadami staroobrzędowców – ośmiokończyste krzyże.